# Lijst van nummer 1-hits in de Radio 2 Top 30 in 1988
Deze hits stonden in 1988 op nummer 1 in de BRT Top 30, de voorloper van de huidige Vlaamse Radio 2 Top 30.
| Nummer | Datum        | Artiest                               | Titel                                  |
| ------ | ------------ | ------------------------------------- | -------------------------------------- |
| 332    | 2 januari    | George Michael                        | Faith                                  |
| 333    | 9 januari    | George Harrison                       | Got My Mind Set on You                 |
| 334    | 16 januari   | Nina Simone                           | My Baby Just Cares for Me              |
| 335    | 23 januari   | T'Pau                                 | China in Your Hand                     |
|        | 30 januari   | T'Pau                                 | China in Your Hand                     |
|        | 6 februari   | T'Pau                                 | China in Your Hand                     |
| 336    | 13 februari  | Bill Medley & Jennifer Warnes         | (I've Had) The Time of My Life         |
|        | 20 februari  | Bill Medley & Jennifer Warnes         | (I've Had) The Time of My Life         |
|        | 27 februari  | Bill Medley & Jennifer Warnes         | (I've Had) The Time of My Life         |
|        | 5 maart      | Bill Medley & Jennifer Warnes         | (I've Had) The Time of My Life         |
|        | 12 maart     | Bill Medley & Jennifer Warnes         | (I've Had) The Time of My Life         |
|        | 19 maart     | Bill Medley & Jennifer Warnes         | (I've Had) The Time of My Life         |
|        | 26 maart     | Bill Medley & Jennifer Warnes         | (I've Had) The Time of My Life         |
| 337    | 2 april      | Billy Ocean                           | Get Outta My Dreams, Get into My Car   |
|        | 9 april      | Billy Ocean                           | Get Outta My Dreams, Get into My Car   |
| 338    | 16 april     | Eddy Grant                            | Gimme Hope Jo'anna                     |
|        | 23 april     | Eddy Grant                            | Gimme Hope Jo'anna                     |
|        | 30 april     | Eddy Grant                            | Gimme Hope Jo'anna                     |
|        | 7 mei        | Eddy Grant                            | Gimme Hope Jo'anna                     |
|        | 14 mei       | Eddy Grant                            | Gimme Hope Jo'anna                     |
|        | 21 mei       | Eddy Grant                            | Gimme Hope Jo'anna                     |
| 339    | 28 mei       | Mory Kanté                            | Yé ké yé ké                            |
|        | 4 juni       | Mory Kanté                            | Yé ké yé ké                            |
|        | 11 juni      | Mory Kanté                            | Yé ké yé ké                            |
| 340    | 18 juni      | Fleetwood Mac                         | Everywhere                             |
| 341    | 25 juni      | Glenn Medeiros                        | Nothing's Gonna Change My Love for You |
|        | 2 juli       | Glenn Medeiros                        | Nothing's Gonna Change My Love for You |
| 342    | 9 juli       | Michael Jackson                       | Dirty Diana                            |
|        | 16 juli      | Michael Jackson                       | Dirty Diana                            |
|        | 23 juli      | Michael Jackson                       | Dirty Diana                            |
| 343    | 30 juli      | Tracy Chapman                         | Fast Car                               |
|        | 6 augustus   | Tracy Chapman                         | Fast Car                               |
| 344    | 13 augustus  | Fat Boys, Stupid Def & Chubby Checker | The Twist                              |
| 345    | 20 augustus  | Salt-N-Pepa                           | Push It                                |
| 346    | 27 augustus  | The Pasadenas                         | Tribute (Right On)                     |
|        | 3 september  | The Pasadenas                         | Tribute (Right On)                     |
|        | 10 september | The Pasadenas                         | Tribute (Right On)                     |
| 347    | 17 september | Sam Brown                             | Stop!                                  |
| 348    | 24 september | Louis Armstrong                       | What a Wonderful World                 |
| 349    | 1 oktober    | Yazz & the Plastic Population         | The Only Way Is Up                     |
| 347    | 8 oktober    | Sam Brown                             | Stop!                                  |
|        | 15 oktober   | Sam Brown                             | Stop!                                  |
| 349    | 22 oktober   | Yazz & the Plastic Population         | The Only Way Is Up                     |
| 350    | 29 oktober   | Phil Collins                          | A Groovy Kind of Love                  |
|        | 5 november   | Phil Collins                          | A Groovy Kind of Love                  |
| 351    | 12 november  | Womack & Womack                       | Teardrops (Remix)                      |
|        | 19 november  | Womack & Womack                       | Teardrops (Remix)                      |
|        | 26 november  | Womack & Womack                       | Teardrops (Remix)                      |
| 352    | 3 december   | Wee Papa Girl Rappers                 | Wee Rule                               |
|        | 10 december  | Wee Papa Girl Rappers                 | Wee Rule                               |
| 353    | 17 december  | Enya                                  | Orinoco Flow (Sail Away)               |
|        | 24 december  | Enya                                  | Orinoco Flow (Sail Away)               |
|        | 31 december  | Enya                                  | Orinoco Flow (Sail Away)               |